# Nueva York-Newark-Bridgeport, NY-NJ-CT-PA CSA
El Área Estadística Combinada de Nueva York-Newark-Bridgeport, NY-NJ-CT-PA CSA tal como lo define la Oficina de Administración y Presupuesto, es un Área Estadística Combinada centrada en la ciudad de Nueva York, en el estado estadounidense de Nueva York. La misma tiene una población de 22.085.649 habitantes, de acuerdo a los resultados del Censo de 2010, convirtiéndola en la 1.º área estadística combinada más poblada de los Estados Unidos. El área estadística combinada comprende parte de los estados de Nueva York, Nueva Jersey, Connecticut y Pensilvania.

## Demografía
Según el censo de 2010, había 22.085.649 personas residiendo en el área estadística combinada. De estos, 13.595.960 eran blancos, 3.727.105 eran afroamericanos, 102.349 eran amerindios, 2.008.906 eran asiáticos, 9.971 eran isleños del Pacífico, 1.944.165 eran de otras razas y 697.193 pertenecían a dos o más razas. Del total de la población 4.790.542 eran hispanos o latinos de cualquier raza.

## Divisiones del Área Estadística Combinada
Las siguientes divisiones metropolitanas conforman los 22.085.649 del Área Estadística Combinada de Nueva York-Newark-Bridgeport, NY-NJ-CT-PA CSA con datos del Censo de 2010:
- Bridgeport-Stamford-Norwalk, CT MSA (916.829)
- Kingston, NY MSA (182.493)
- New Haven-Milford, CT MSA (862.477)
- Nueva York-Norte de Nueva Jersey-Long Island, NY-NJ-PA MSA (18.897.109)
- Poughkeepsie-Newburgh-Middletown, NY MSA (670.301)
- Torrington, CT µSA (189.927)
- Trenton-Ewing, NJ MSA (366.513)